# Cratinus agassizii
Cratinus agassizii är en fiskart som beskrevs av Steindachner, 1878. Cratinus agassizii ingår i släktet Cratinus och familjen havsabborrfiskar. IUCN kategoriserar arten globalt som nära hotad. Inga underarter finns listade i Catalogue of Life.